# Jabari Parker
Jabari Ali Parker (Chicago, 15 de março de 1995) é um basquetebolista profissional norte-americano que atualmente joga pelo Barcelona.
Ele jogou por Duke Blue Devils e foi selecionado pelo Milwaukee Bucks como a segunda escolha geral no Draft da NBA de 2014. Além dos Bucks, ele jogou por Chicago Bulls, Washington Wizards e Atlanta Hawks.

## Primeiros anos
A família de Parker vivia no lado sul de Chicago desde antes de Jabari nascer, e ele foi criado na área comunitária de South Shore. O pai de Parker, Sonny, atende centenas de crianças da região metropolitana de Chicago como diretor de fundação da juventude desde 1990.
Parker descobriu o basquete em uma das muitas ligas de seu pai, embora ele nunca tenha treinado uma de suas equipes. Jabari aprimorou suas habilidades de basquete com seu irmão Christian na quadra de basquete da capela de sua igreja local, na área comunitária de Hyde Park, a fim de evitar os riscos dos playgrounds urbanos.
Em seu segundo ano, suas habilidades no basquete eram superiores às dos alunos da quinta série com quem ele enfrentava. Ele credita seu primo Jay Parker por ajudá-lo a melhorar, começando quando Jabari estava na terceira série e Jay na quinta.
Parker frequentou a Robert A. Black Magnet Elementary e ganhou as manchetes quando foi para a Simeon Career Academy, assim como Derrick Rose fez antes dele. Ele alegou que o motivo de ter escolhido Simeon foi devido à sua percepção da probabilidade de obter sucesso no basquete.

## Carreira no ensino médio

### Primeiro ano
Parker foi o primeiro calouro a ser titular na história da Simeon Career Academy. Ao longo da temporada, ele teve médias de 19,3 pontos, 5,0 rebotes e 3,0 assistências, enquanto sua equipe venceu o campeonato estadual da IHSA Classe 4A com um recorde de 25-9.
Até o final da temporada, ele havia recebido inúmeras ofertas de bolsas de estudo na universidade, incluindo de Illinois, Kansas, DePaul, Pittsburgh, Flórida, Washington, BYU e Oregon State, além de um interesse significativo de Kentucky, Duke e Carolina do Norte.

### Segundo ano

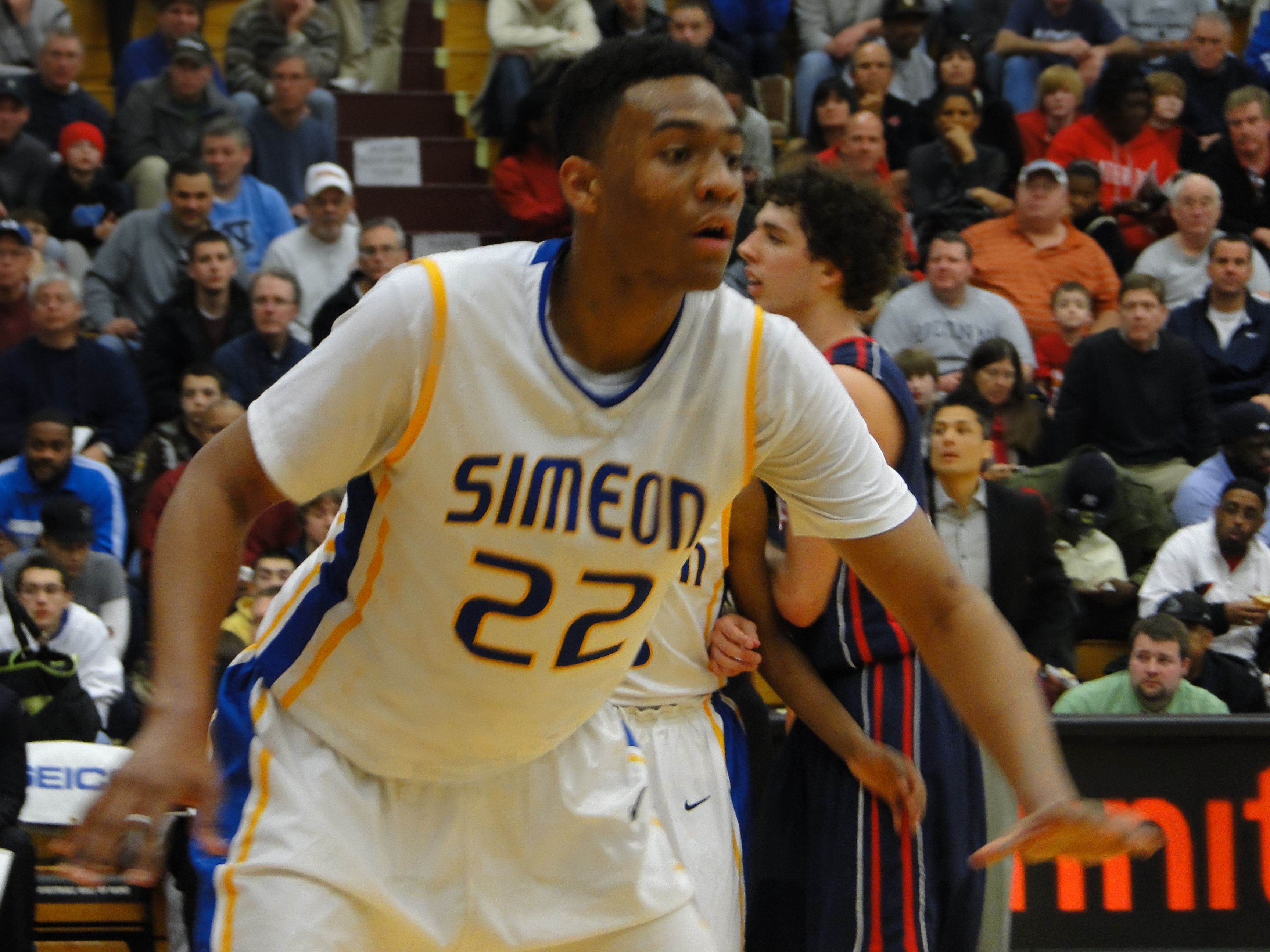
Parker em janeiro de 2011

Em seu segundo ano, Parker ajudou sua equipe a passar boa parte da temporada classificada nacionalmente entre os cinco primeiros.
Ele teve uma média de 15,3 pontos e 5,9 rebotes por jogo, enquanto sua equipe venceu o campeonato estadual IHSA Classe 4A com um recorde de 30-2.

### Terceiro ano
Durante a pré-temporada, Parker participou da LeBron James Skill Academy e foi um dos poucos convidados a participar do 5º Nike Global Challenge da Nike. Ele foi MVP de ambos os torneios.
Durante a temporada, Parker estabeleceu o recorde de pontuação de um jogo em Simeon com 40 pontos em 21 minutos de jogo, além de 16 rebotes e 6 bloqueios contra a Perspectives High School.
Em 17 de fevereiro, Parker e Simeon venceram o campeonato da Liga Pública ao derrotar a Curie Metropolitan High School por 53–49. Parker marcou 15 pontos em 17 de março em uma vitória por 50-48 sobre Proviso East High School, liderada por Sterling Brown, resultando em um recorde de 33-1 para Simeon.
Ao todo na temporada, Parker obteve uma média de 19,5 pontos, 8,9 rebotes, 4,9 assistências, 3,3 bloqueios e 1,4 roubadas de bola por jogo. Após a temporada, ele foi destaque em uma matéria de capa da Sports Illustrated em maio, com o título "O melhor jogador de basquete do ensino médio desde LeBron James é ... Jabari Parker, mas há algo mais importante para ele do que o estrelato instantâneo da NBA: sua fé". A história apresentou sua humildade e observou que ele está em conflito com sua decisão de servir como missionário. Parker anunciou que previa cortar suas universidades em potencial para uma lista de cinco até o final do verão, para que ele pudesse planejar visitas oficiais.

### Último ano

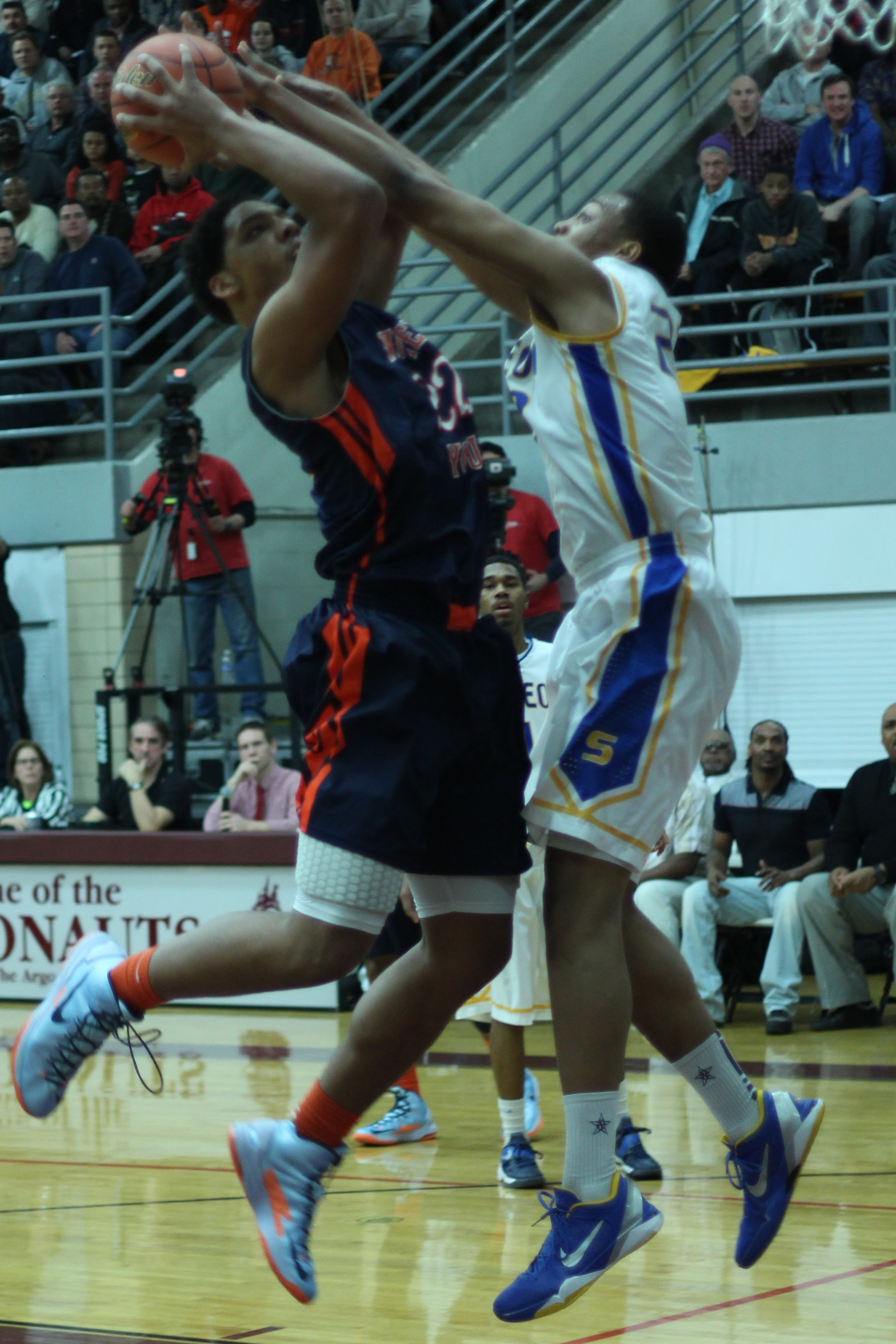
Parker marcando Jahlil Okafor nos playoffs da IHSA

Parker entrou no verão de 2012 como o consenso número um no país até ficar de fora com uma lesão no pé, o que o levou a perder alguns jogos durante o Campeonato Mundial de Sub-17 da FIBA de 2012. Em 20 de dezembro de 2012, ele escolheu jogar pelo Duke Blue Devils.
Parker levou Simeon ao seu quarto título estadual consecutivo da classe 4A da IHSA com uma vitória de 58-40 sobre a Stevenson High School, igualando o recorde IHSA da Manual High School de quatro títulos consecutivos de basquete da IHSA. No processo, Parker, que marcou 20 pontos e teve 8 rebotes, se tornou o segundo jogador (Sergio McClain) na história da IHSA a ser titular em quatro times campeões estaduais consecutivos de basquete. Simeon terminou com um recorde de 30-3.
Durante o All-Star McDonald's disputado no United Center, Parker registrou 10 pontos, 8 rebotes, 3 assistências, 2 roubadas de bola e 2 bloqueios, contribuindo para uma vitória de 110-99. No dia 13 de abril, o Jordan Brand Classic jogou no Barclays Center e Parker foi co-MVP do evento junto com Julius Randle. Ele registrou 16 pontos, 7 rebotes e 2 assistências para ajudar a liderar a equipe para uma vitória por 102-98. No Nike Hoops Summit, realizada em 20 de abril, em Portland, Oregon, Parker registrou 22 pontos e 7 rebotes mas a sua equipe foi derrotada por 112 a 98.
Parker concluiu sua carreira no ensino médio como o quarto melhor jogador classificado na classe de 2013, de acordo com a Rivals, atrás de Andrew Wiggins, Julius Randle e Aaron Gordon.
| Nome | Cidade Natal                                                | Escola            | Altura | Peso  | Data                   |
| --- | ----------------------------------------------------------- | ----------------- | ------ | ----- | ---------------------- |
| Jabari Parker SF | Chicago                                                     | Simeon (Illinois) | 2.01 m | 98 kg | 20 de Dezembro de 2012 |
| Jabari Parker SF | Estrelas de recrutamento: Scout: Rivals: ESPN grade: 96/100 |                   |        |       |                        |
| - Nota: Em muitos casos, Scout, Rivals, 247Sports e ESPN podem entrar em conflito em suas listas de altura e peso. Nesses casos, a média foi calculada. As notas da ESPN estão em uma escala de 100 pontos. Fonte: |                                                             |                   |        |       |                        |

## Carreira universitária

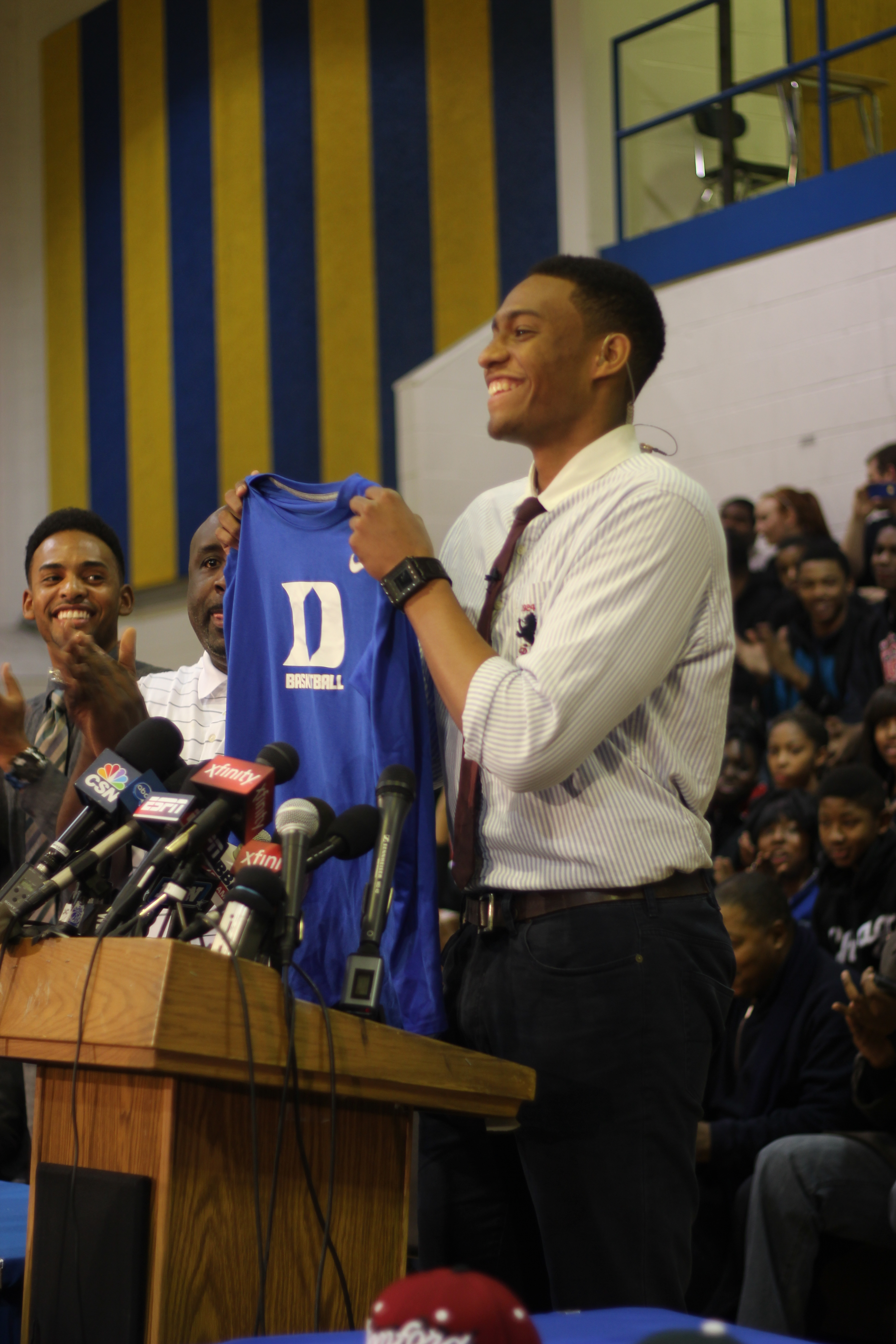
Parker anuncia seu compromisso verbal de jogar em Duke

Ele foi designado para usar o número 1, um número usado anteriormente anteriormente em Duke por Kyrie Irving.
Parker estreou por Duke em 8 de novembro registrando 22 pontos, 6 rebotes, 2 assistências e 1 bloqueio contra Davidson - tornando-se o quinto calouro de Krzyzewski a estrear com 20 pontos e fez parte do primeiro jogo de Duke com quatro jogadores com 20 pontos (junto com Rodney Hood, Quinn Cook e Rasheed Sulaimon) na história da universidade. Por seus esforços, em 11 de novembro, Parker ganhou seu primeiro prêmio de Novato da Semana na ACC.

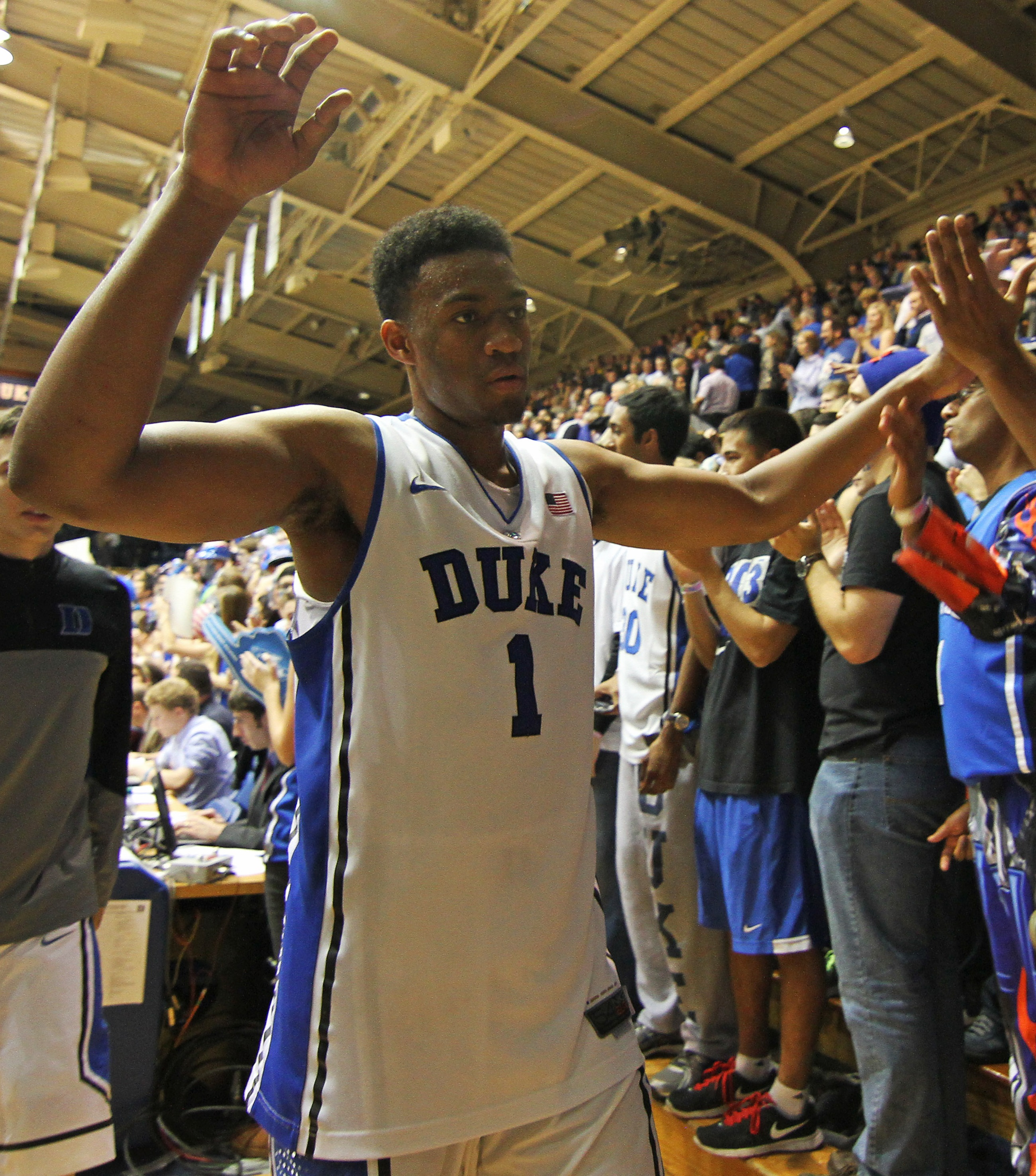
Parker com o Duke Blue Devils na temporada de 2013-14

Em 13 de novembro, Parker ganhou sua segunda capa da Sports Illustrated como parte de um conjunto regional de quatro versões, representando as maiores rivalidades do basquete universitário na edição de pré-visualização do College Basketball.
Em 12 de novembro, no Champions Classic, em sua cidade natal, Chicago, Parker registrou 27 pontos, 9 rebotes, 1 assistência, 2 roubadas de bola e 1 bloqueio em um esforço perdedor contra o Kansas Jayhawks de Andrew Wiggins. Em 18 de janeiro, Parker marcou 23 pontos contra a Universidade Estadual da Carolina do Norte, empatando com Gene Banks na lista de mais jogos de 20 pontos por um calouro de Duke. Em 25 de janeiro, Parker registrou 14 pontos, 3 roubadas de bola e 14 rebotes contra o Florida State para ajudar Mike Krzyzewski a vencer seu 900º jogo em Duke. Em 8 de março, no segundo jogo de rivalidade entre Carolina e Duke da temporada, Parker marcou 30 pontos.
Na pós-temporada, Parker marcou 20 pontos nas semifinais do Torneio de Basquete Masculino da ACC de 2014 contra Carolina do Norte. Na final do campeonato contra Virgínia, em 16 de março, Parker teve seu 18º jogo de 20 pontos. Parker e a equipe, classificada em 3º lugar na região Centro-Oeste, encerraram a temporada na primeira rodada do Torneio da NCAA após uma derrota para Mercer. Parker estabeleceu o recorde de Duke na média de pontuação de um calouros (19,1) e se tornou o primeiro calouro a liderar a equipe em pontuação e rebote.
Parker foi selecionado por unanimidade para a Primeira-Equipe da ACC pela Atlantic Coast Sports Media Association (ACSMA) e para a Equipe de Calouros da ACC pelos treinadores. Parker foi eleito o Calouro do Ano da ACC recebendo 72 de 77 votos e ficou em segundo lugar no prêmio de Jogador do Ano da ACC. Parker foi uma seleção para a Primeira-Equipe All-American pela Associated Press, The Sporting News, Sports Illustrated, NBC Sports, Bleacher Report, Associação dos Escritores do Estados Unidos (USBWA), Associação dos Treinadores do Estados Unidos (NABC) e USA Today.

## Carreira profissional

### Milwaukee Bucks (2014–2018)

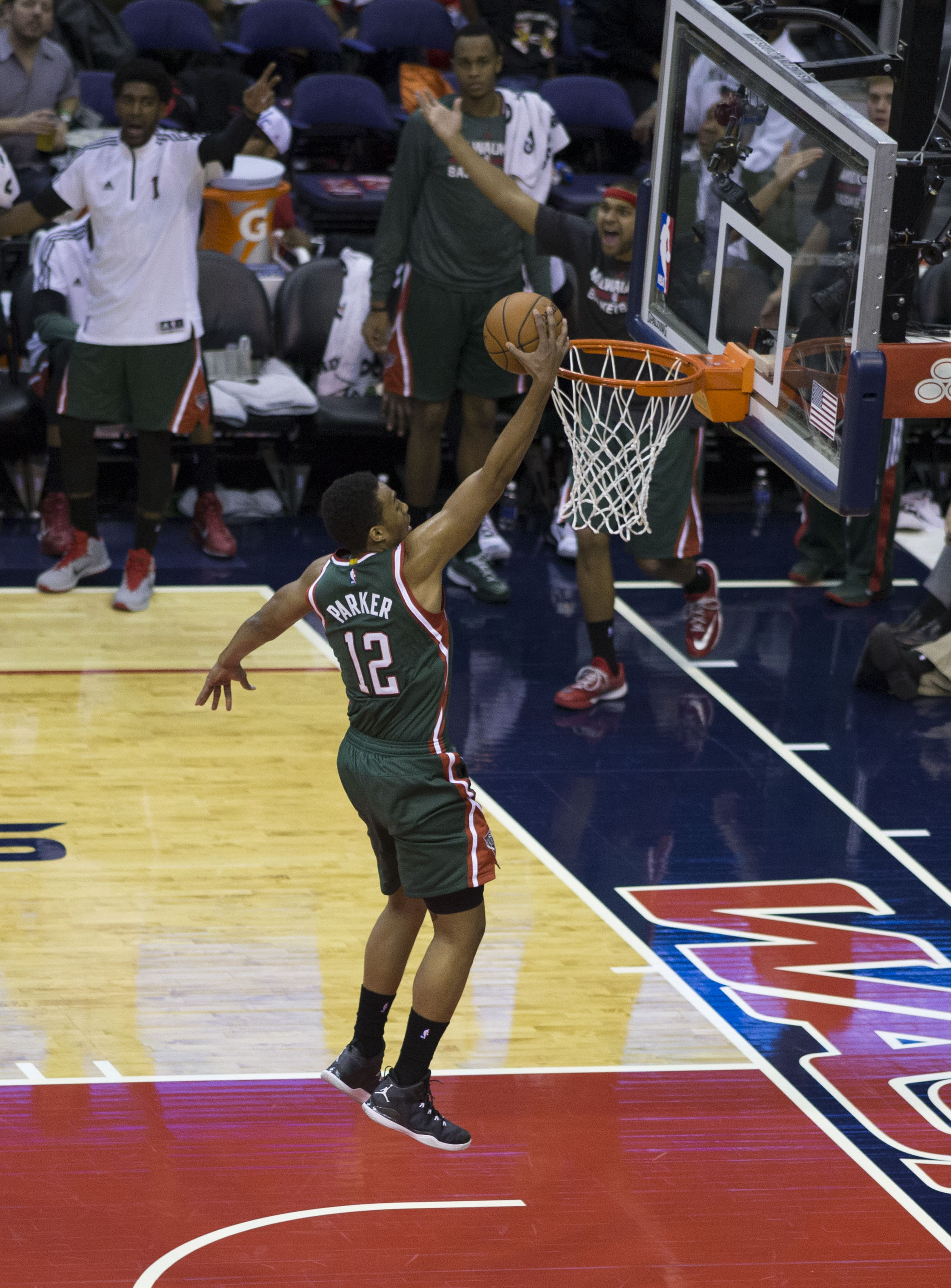
Parker prestes a marcar contra o Washington Wizards em 2014

#### Temporada de 2014–15
Em 17 de abril, Parker se declarou para o Draft da NBA de 2014 em uma história autobiográfica exclusiva da Sports Illustrated. Em 26 de junho, Parker foi selecionado pelo Milwaukee Bucks como a segunda escolha geral. Pouco antes do draft, Parker assinou um acordo de patrocínio com a Jordan Brand.
Em 9 de julho de 2014, Parker assinou contrato com os Bucks e se juntou a eles na Summer League de 2014.
Em 29 de outubro de 2014, Parker fez sua estréia na NBA na estréia da temporada dos Bucks contra o Charlotte Hornets. Em pouco menos de 37 minutos de ação como titular, ele registrou 8 pontos, 4 rebotes, 1 assistência e 1 roubo de bola em uma derrota de 108-106. Duas noites depois, em seu primeiro jogo em casa, ele marcou um duplo-duplo com 11 pontos e 10 rebotes contra o Philadelphia 76ers.
Parker foi selecionado como o Novato da Conferência Leste em outubro e novembro. Em 15 de dezembro, ele sofreu uma lesão no ligamento cruzado anterior (LCA) contra o Phoenix Suns e foi descartado para o resto da temporada.

#### Temporada de 2015–16
A lesão de Parker se estendeu até o início da temporada de 2015-16. Ele voltou à ação em 4 de novembro contra o Philadelphia 76ers no quinto jogo da temporada dos Bucks, mas teve dificuldades, somando apenas dois pontos em 16 minutos como titular.
No entanto, depois de cinco jogos, ele sofreu uma entorse na articulação talonavicular no meio do pé direito, fazendo com que ele perdesse vários jogos. Na semana seguinte, ele começou a sair do banco enquanto O. J. Mayo ocupava o seu lugar na equipe principal. Em 12 de dezembro, Parker teve 19 pontos, 7 rebotes e 2 roubadas de bola contra o Golden State Warriors para ajudar a terminar sua série de 24 vitórias. Em 19 de fevereiro, ele marcou 23 pontos em uma derrota para o Charlotte Hornets. Ele superou essa marca na noite seguinte, registrando 28 pontos e 13 rebotes em uma vitória de 117-109 sobre o Atlanta Hawks. Em 29 de fevereiro, Parker marcou 36 pontos na vitória de 128-121 sobre o Houston Rockets.

#### Temporada de 2016–17
Em 15 de janeiro de 2017, Parker ficou a uma assistência de seu primeiro triplo-duplo da NBA contra o Atlanta Hawks. Em 9 de fevereiro, Parker foi descartado pelo resto da temporada de 2016–17, depois que uma ressonância magnética revelou uma lesão no ligamento cruzado anterior (LCA) do joelho esquerdo. O período de recuperação e reabilitação foi estimado em 12 meses. Foi a segunda lesão do LCA no mesmo joelho, a primeira ocorrida em dezembro de 2014.
Na temporada, ele jogou em 51 jogos e teve média de 20,1 pontos (2º melhor do time), 6,2 rebotes, 2,8 assistências e 1,0 roubadas de bola em 33,9 minutos.

#### Temporada de 2017–18
Em 18 de dezembro de 2017, os Bucks designaram Parker para seu afiliado da G-League, o Wisconsin Herd, para que ele pudesse praticar enquanto completava sua recuperação. Após dois treinos com o Herd, Parker foi convocado pelos Bucks em 19 de dezembro.
Em 2 de fevereiro de 2018, Parker fez sua primeira aparição nos Bucks desde 9 de fevereiro de 2017, marcando 12 pontos em uma vitória de 92-90 sobre o New York Knicks. Em 27 de fevereiro de 2018, ele marcou 19 pontos em uma derrota por 107-104 para o Washington Wizards. Em 21 de março de 2018, ele marcou 20 pontos em 30 minutos (o máximo que jogou desde que voltou à equipe) em uma derrota por 127-120 para o Los Angeles Clippers.
Em 1 de abril registrou 35 pontos e 10 rebotes em uma derrota para o Denver Nuggets. Marcou a primeira vez em toda a temporada que Parker jogou mais de 30 minutos desde seu retorno.
Após a temporada, os Bucks fizeram uma oferta qualificada para Parker. Mais tarde, a equipe retirou a oferta, permitindo-lhe e aos Chicago Bulls assinar um contrato.

### Chicago Bulls (2018–2019)
Em 14 de julho de 2018, Parker assinou um contrato de dois anos e US $ 40 milhões com o Chicago Bulls.
Ele estreou nos Bulls em 18 de outubro, registrando 15 pontos e 5 rebotes contra o Philadelphia 76ers. Em 21 de novembro, Parker registrou 20 pontos, 13 rebotes e 8 assistências contra o Phoenix Suns.
No início de dezembro, logo após Jim Boylen assumir a posição de treinador principal, Parker saiu da rotação da equipe e teve menos minutos de jogo.

### Washington Wizards (2019)
Em 6 de fevereiro de 2019, Parker foi negociado, juntamente com Bobby Portis e uma escolha de segunda rodada de 2023, para o Washington Wizards em troca de Otto Porter.
Parker registrou 14 rebotes em 27 de fevereiro contra o Brooklyn Nets e 15 rebotes em 27 de março contra o Phoenix Suns.
Washington recusou a opção de renovação automática que renderia US $ 20 milhões à Parker.

### Atlanta Hawks (2019–2020)
Em 11 de julho de 2019, Parker assinou com o Atlanta Hawks. Em 7 de janeiro de 2020, foi anunciado que ele ficaria de fora por pelo menos duas semanas com uma lesão no ombro.

### Sacramento Kings (2020–2021)
Em 6 de fevereiro de 2020, Parker foi negociado com o Sacramento Kings. Em 24 de junho de 2020, Parker testou positivo para o coronavírus.
Em 25 de março de 2021, ele foi dispensado pelos Kings após jogar 27 minutos em 3 jogos.

### Boston Celtics (2021–Presente)
Em 16 de abril de 2021, Parker assinou com o Boston Celtics.
Em sua estreia, ele marcou 11 pontos em 16 minutos. Parker jogou em 4 dos 11 jogos restantes. Na derrota na primeira rodada dos playoffs para o Brooklyn Nets, Parker teve média de 8,5 pontos em 14,8 minutos.

## Estatísticas

### NBA

#### Temporada regular
| Ano      | Equipe     | PJ  | PT  | MPJ  | AP   | 3P   | LL   | RT  | AS  | BR  | TO | PPJ  |
| -------- | ---------- | --- | --- | ---- | ---- | ---- | ---- | --- | --- | --- | -- | ---- |
| 2014–15  | Milwaukee  | 25  | 25  | 29.5 | .490 | .250 | .697 | 5.5 | 1.7 | 1.2 | .2 | 12.3 |
| 2015–16  | Milwaukee  | 76  | 72  | 31.7 | .493 | .257 | .768 | 5.5 | 1.7 | .9  | .4 | 14.1 |
| 2016–17  | Milwaukee  | 51  | 50  | 33.9 | .490 | .365 | .743 | 6.2 | 2.8 | 1.0 | .4 | 20.1 |
| 2017–18  | Milwaukee  | 31  | 3   | 24.0 | .482 | .383 | .741 | 4.9 | 1.9 | .8  | .3 | 12.6 |
| 2018–19  | Chicago    | 39  | 17  | 26.7 | .474 | .325 | .731 | 6.2 | 2.2 | .6  | .4 | 14.3 |
| 2018–19  | Washington | 25  | 0   | 27.3 | .523 | .296 | .684 | 7.2 | 2.7 | .9  | .6 | 15.0 |
| 2019–20  | Atlanta    | 35  | 23  | 26.2 | .504 | .270 | .736 | 6.0 | 1.8 | 1.3 | .5 | 15.0 |
| 2019–20  | Sacramento | 6   | 0   | 13.3 | .583 | .250 | .889 | 3.8 | 1.7 | .5  | .2 | 8.5  |
| 2020–21  | Sacramento | 3   | 0   | 9.0  | .571 | .000 | —    | 2.0 | .3  | .0  | .3 | 2.7  |
| 2020–21  | Boston     | 10  | 0   | 13.8 | .542 | .200 | .769 | 3.6 | 1.0 | .1  | .4 | 6.4  |
| Carreira | Carreira   | 301 | 190 | 23.5 | .515 | .259 | .750 | 5.0 | 1.7 | .7  | .3 | 12.1 |

#### Playoffs
| Ano      | Equipe    | PJ | PT | MPJ  | AP   | 3P   | LL   | RT  | AS  | BR  | TO | PPJ  |
| -------- | --------- | -- | -- | ---- | ---- | ---- | ---- | --- | --- | --- | -- | ---- |
| 2018     | Milwaukee | 7  | 0  | 23.9 | .452 | .316 | .615 | 6.1 | 1.4 | 1.0 | .6 | 10.0 |
| 2021     | Boston    | 4  | 0  | 14.8 | .619 | .400 | .750 | 3.8 | .5  | .0  | .8 | 8.5  |
| Carreira | Carreira  | 11 | 0  | 19.3 | .535 | .358 | .682 | 4.9 | .9  | .5  | .7 | 9.2  |

### Universitário
| Ano     | Equipe | PJ | MPJ  | AP   | 3P   | LL   | RT  | AS  | BR  | TO  | PPJ  |
| ------- | ------ | -- | ---- | ---- | ---- | ---- | --- | --- | --- | --- | ---- |
| 2013–14 | Duke   | 35 | 30.7 | .473 | .358 | .748 | 8.7 | 1.2 | 1.1 | 1.2 | 19.1 |

Fonte:

## Carreira na seleção
Em outubro de 2010, Parker estava entre os 18 jogadores que participaram do minicamp da Equipe Nacional de Desenvolvimento dos EUA em Colorado Springs, Colorado, sendo convidado automaticamente para a Copa América de Basquetebol Masculino Sub-16. Parker foi um dos quatro atletas de Chicago a emergir dos 27 jogadores, como parte da equipe de 12 homens. Ele foi o MVP do campeonato e o EUA conquistou uma medalha de ouro. Isso qualificou os Estados Unidos para o Campeonato Mundial de Basquetebol Sub-17 de 2012.
Em dezembro de 2011, ele foi nomeado atleta masculino do ano no basquete dos EUA com base em sua performance no FIBA Americas, o que o tornou o vencedor mais jovem da história. Enquanto está no palco para aceitar o prêmio do prefeito de Chicago, Rahm Emanuel, ele afirmou que disse ao prefeito "Espero que não me vaiem".
Ele foi selecionado para a equipe dos EUA que competiu no Campeonato Mundial de Basquetebol Sub-17 de 2012 em Kaunas, Lituânia, de 29 de junho a 8 de julho de 2012. A equipe ganhou a medalha de ouro, embora Parker tenha perdido alguns jogos, incluindo a semifinal, com uma lesão no tornozelo.

## Perfil do jogador

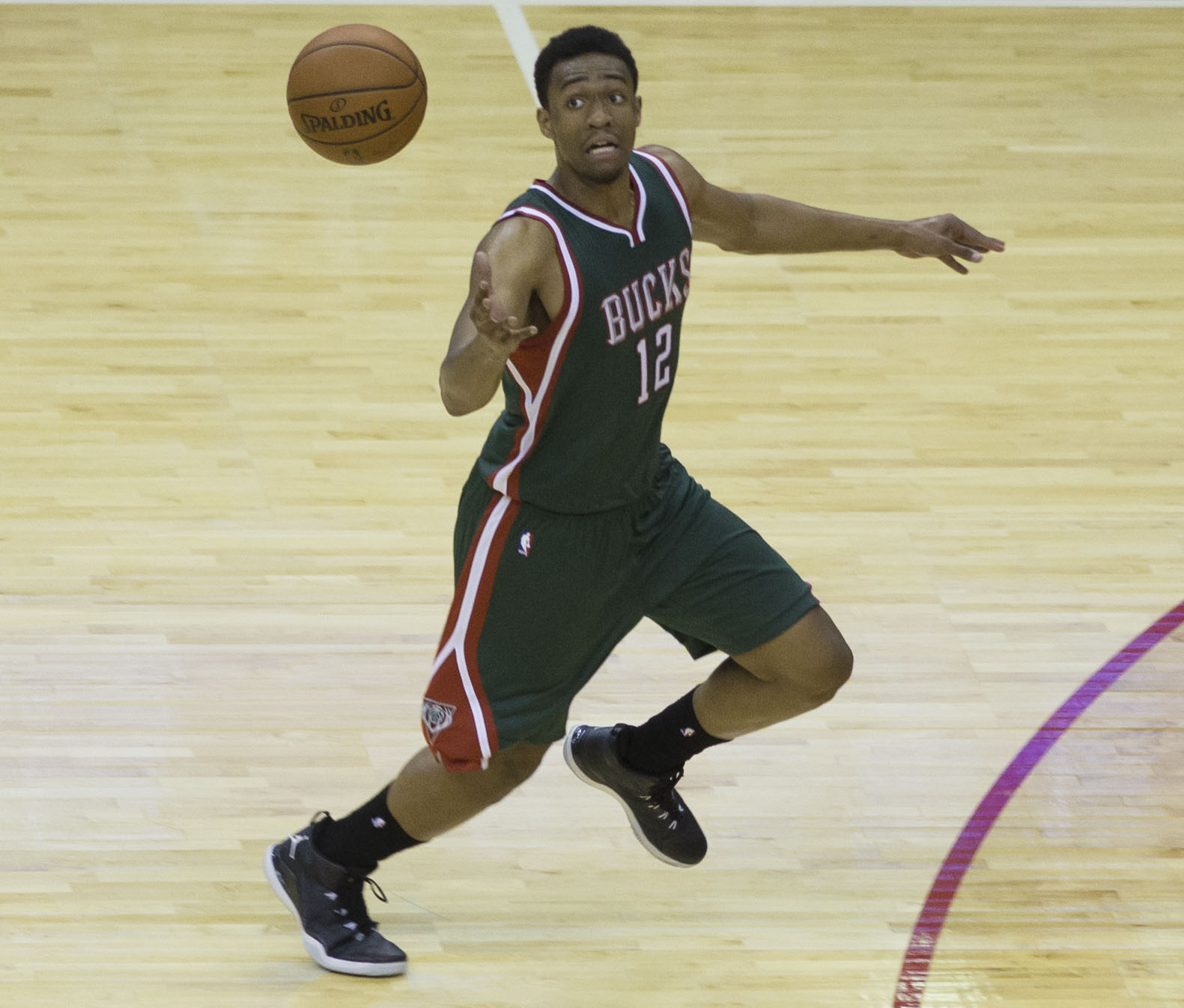
Parker em novembro de 2014

Parker era frequentemente comparado a Derrick Rose no ensino médio. Embora haja comparações com Rose, seu jogo é mais frequentemente comparado a Grant Hill e Paul Pierce. Parker afirma modelar seu jogo por Paul Pierce e Carmelo Anthony. Ele espera ser considerado o melhor jogador de basquete do ensino médio na história da cidade de Chicago e afirmou que "ser comparado a Derrick também me impulsiona. Sei que sou melhor que ele ou quebro os recordes que ele quebrou, eu poderia ser um dos melhores jogadores a sair de Chicago. Estou ansioso para ser um desses jogadores".
Por causa do título da matéria da Sports Illustrated que comparou Parker a LeBron James, Mike DeCourcy, do Sporting News, afirmou que "Jabari Parker é o melhor jogador de basquete do ensino médio desde Greg Oden". Além disso, considerou-se que Parker tinha um físico muito menos desenvolvido do que James no mesmo estágio de desenvolvimento. Jeff Borzello, da CBS Sports, também contestou a proclamação, salientando que, desde de James em 2003, Dwight Howard em 2004 e Oden em 2006 eram os principais jogadores de consenso em suas classes e que Parker poderia não ser melhor do que o consenso mais recente, Oden. Além disso, a CBS observou que Parker "pode até não ser o melhor jogador de basquete do ensino médio no país, dado o desenvolvimento de Andrew Wiggins". O escritor do Chicago Tribune, Mike Helfgot, descreveu a comparação da Sports Illustrated como "jornalismo incrivelmente irresponsável".

## Vida pessoal

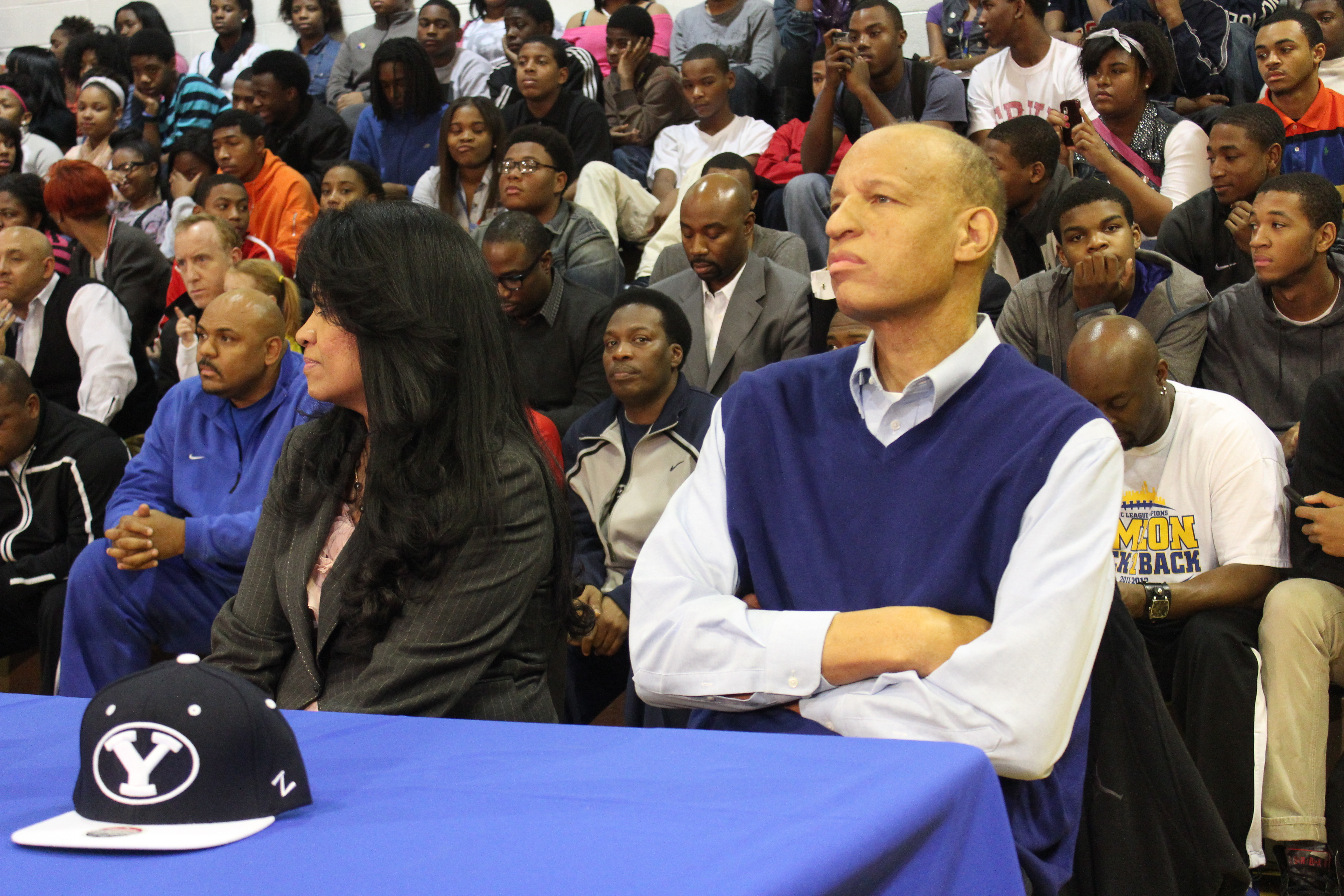
Os pais, Sonny e Lola, ouvem Jabari assumir seu compromisso verbal com Duke em 20 de dezembro de 2012.

Parker é descendente de tonganeses e afro-americanos. Seus pais são Folola "Lola" Finau-Parker e Sonny Parker. Seu pai, Sonny, jogou por Texas A&M antes de se tornar uma seleção de primeira rodada (17ª no geral) pelo Golden State Warriors no Draft da NBA de 1976. Ele jogou na NBA por seis temporadas. Em 2013, ele desenvolveu uma doença renal que requer diálise, dificultando a participação nos jogos de Jabari.
Sua mãe, Lola, polinésia de Tonga, é membro da Igreja de Jesus Cristo dos Santos dos Últimos Dias (Igreja SUD) e emigrou para Salt Lake City aos três anos de idade. Seu avô foi o segundo tonganês batizado por missionários SUD. Vários primos de Lola são atletas da NFL, incluindo Harvey Unga, Haloti Ngata e Tony Moeaki, e um de seus primos, Tony Finau, estreou no PGA Tour em outubro de 2014.
Seus pais se conheceram em um shopping quando ela era uma estudante da Universidade Brigham Young e ele estava jogando pelos Warriors. Depois de ajudá-lo a encontrar uma camisa, Sonny deixou os ingressos para o jogo. Depois que ele se aposentou e ela serviu em sua missão, eles se casaram e se estabeleceram em South Shore, Chicago.

Jabari cresceu (e continua sendo) um membro ativo da Igreja de Jesus Cristo dos Santos dos Últimos Dias. Enquanto frequentava a Simeon Career Academy, Parker frequentava o Seminário SUD duas manhãs por semana, de acordo com a ESPN. Na época de seu décimo sexto aniversário, ele se tornou um padre SUD (como é habitual em sua fé). Ele já realizou batismos e administrou o sacramento semanal. Além disso, ele viajava regularmente com o bispo durante suas visitas mensais para confortar os doentes, os pobres e os idosos.